# Episodi di Signora Volpe (seconda stagione)
La seconda stagione della serie televisiva Signora Volpe, composta da 3 episodi, è stata distribuita in prima visione sulla piattaforma di streaming britannica Acorn TV dal 29 luglio al 12 agosto 2024.
In Italia la stagione è stata trasmessa su Sky Investigation dal 22 agosto al 5 settembre 2024.
| nº | Titolo originale | Titolo italiano         | Pubblicazione Regno Unito | Prima TV Italia  |
| -- | ---------------- | ----------------------- | ------------------------- | ---------------- |
| 1  | A Debt of Honour | Un debito d'onore       | 29 luglio 2024            | 22 agosto 2024   |
| 2  | A Deadly Net     | Una rete mortale        | 5 agosto 2024             | 29 agosto 2024   |
| 3  | Death of a Ghost | La morte di un fantasma | 12 agosto 2024            | 5 settembre 2024 |

## Un debito d'onore
- Titolo originale: A Debt of Honour
- Diretto da: Dudi Appleton
- Scritto da: Rachel Cuperman e Sally Griffiths

### Trama
- Altri interpreti: Liliana Mele (Mara Silvestre), Mauro Marino (Padre Giuliano), Francesca Romana De Martini (Roberta Masone), Francesca Nerozzi (Romana Gori), Malich Cissè (Amadou).

## Una rete mortale
- Titolo originale: A Deadly Net
- Diretto da: Mark Brozel
- Scritto da: Rachel Cuperman e Sally Griffiths

### Trama
- Altri interpreti: Margherita Di Rauso (Chiara Lombardi), Fiona Marr (Lee Hamilton), Adriana Laespada (Luciana Garcia), Josè Neira (Ricardo Garcia), Natalie Shinnick (Zoe Hamilton).

## La morte di un fantasma
- Titolo originale: Death of a Ghost
- Diretto da: Mark Brozel
- Scritto da: Rachel Cuperman e Sally Griffiths

### Trama
- Altri interpreti: Steve Wall (Graham Conway / Nick Wallis), Laura Giordani (Greta Padovesi).